# Jens Albinus
Jens Albinus (* 3. ledna 1965 Bogense) je dánský herec. Studoval hereckou školu v Aarhus Teater, kterou absolvoval v roce 1989. V tomto divadle pracoval až do roku 1994. Nedlouho poté zahájil kariéru u filmu. Hrál například v několika filmech Larse von Triera, včetně snímků Idioti (1998) a Nymfomanka (2013). Kromě filmů hrál také v různých televizních seriálech. Jeho manželkou je herečka Marina Bouras.

## Filmografie
- Portland (1996)
- Anton (1996)
- Idioti (1998)
- Den blå munk (1998)
- Din for altid (1999)
- Zacharias Carl Borg (2000)
- Tanec v temnotách (2000)
- Fruen på Hamre (2000)
- Bænken (2000)
- Gottlieb (2001)
- Far from China (2001)
- At kende sandheden (2002)
- Forbrydelser (2003)
- Kdo je tady ředitel? (2006)
- Mladá léta Erika Nietzscheho (2007)
- Daisy Diamond (2007)
- Træneren (2009)
- This Is Love (2009)
- Všechno bude fajn (2010)
- Pravda o mužích (2010)
- Nymfomanka (2013)
- Tiché srdce (2014)
- Rosita (2015)
- Idealista (2015)
- Dlouhý příběh ve zkratce (2015)
- Na rovinu (2016)
- Halvmand (2016)
- Šťastný to muž (2018)
- X&Y (2018)